# Kinzang Dorji

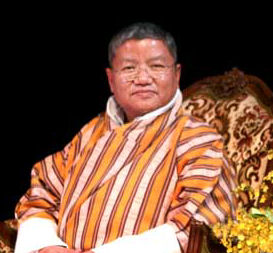
Kinzang Dorji

Lyonpo Kinzang Dorji (* 1951) war vom 3. August 2007 bis zum 9. April 2008 Vorsitzender des Ministerrats  von Bhutan und damit de facto Ministerpräsident Bhutans. Er übernahm das Amt von Lyonpo Khandu Wangchuk und bildete eine Übergangsregierung. Sieben Mitglieder des zehnköpfigen Ministerrats traten zurück. Die Regierung Kinzang Dorji bereitete im Rahmen eines Demokratisierungsprozesses die ersten Parlamentswahlen im Königreich Bhutan im Jahr 2008 vor.
Kinzang Dorji war bereits vom 14. August 2002 bis zum 30. August 2003 Ministerpräsident seines Landes. Von 1997 bis 1998 war Kinzang Dorji Mitglied der Nationalversammlung von Bhutan, von 1998 bis 2003 Landwirtschaftsminister und 2003 Bau- und Siedlungsminister.
Neben seinem politischen Engagement ist Kinzang Dorji Präsident der Bhutan-Switzerland Society (BSS), der Schwesterorganisation der schweizerischen Gesellschaft Bhutan – Schweiz (SSB).
2018 wurde er der erste Honorarkonsul der Schweiz in Bhutan, das bis dahin diplomatisch von Indien aus betreut wurde.
In der bhutanischen Staatssprache Dzongkha bedeutet der Titel Lyonpo „Minister“. 1998 wurde die Exekutivmacht des Königs auf den Ministerrat lhengye shungtsog übertragen. Bis April 2008 übernahm eines der Mitglieder des Ministerrats in einem Rotationsverfahren für jeweils ein Jahr die Funktion des Regierungschefs.